# Hebeloma alpinum
Hebeloma alpinum är en svampart som först beskrevs av J. Favre, och fick sitt nu gällande namn av Bruchet 1970. Enligt Catalogue of Life ingår Hebeloma alpinum i släktet fränskivlingar,  och familjen Strophariaceae, men enligt Dyntaxa är tillhörigheten istället släktet fränskivlingar,  och familjen buktryfflar. Arten är reproducerande i Sverige. Inga underarter finns listade i Catalogue of Life.